# Friedrich Fehr

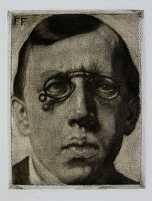
Friedrich Fehr

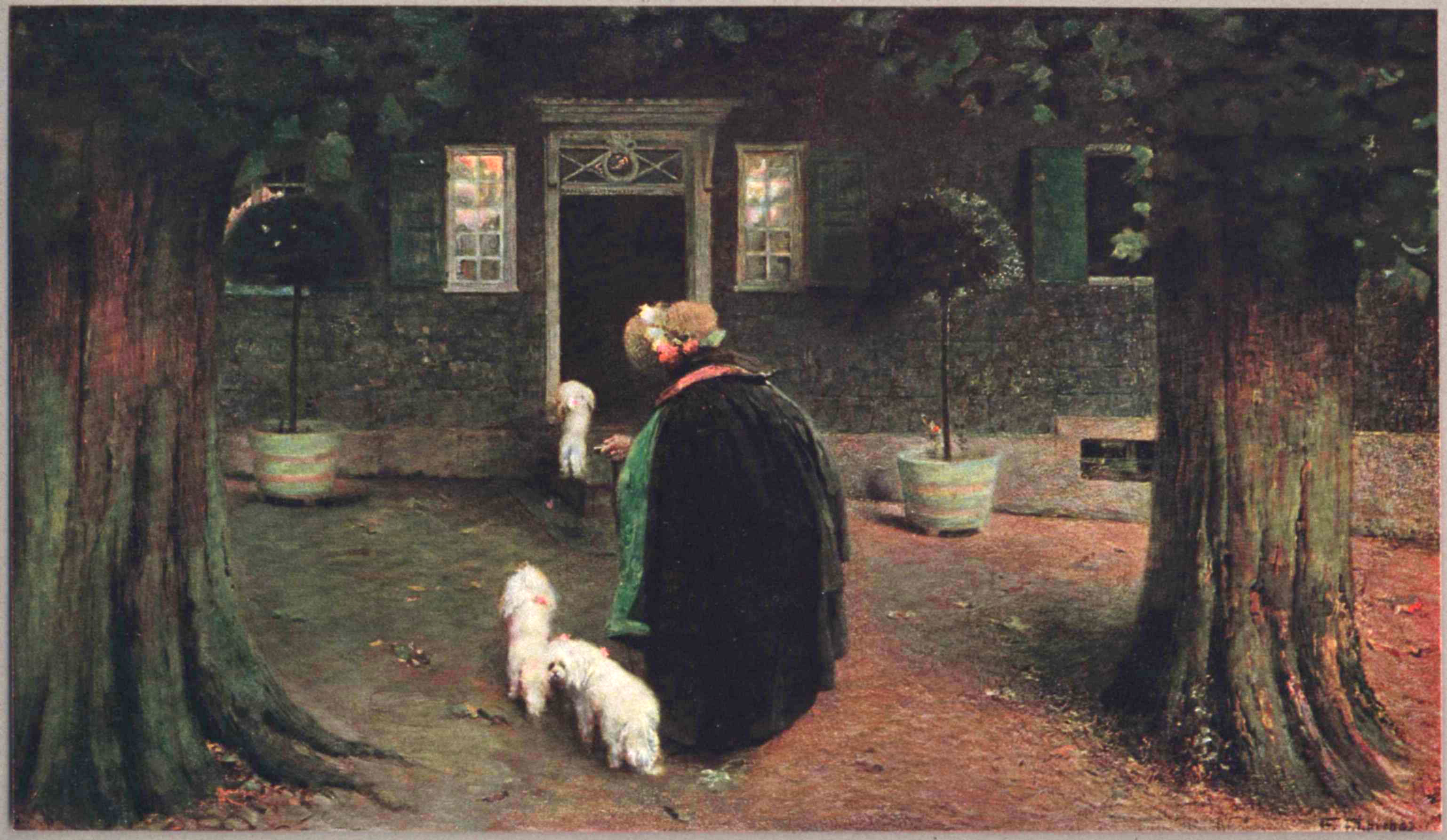
Friedrich Fehr: Die Alte

Friedrich Fehr (* 24. Mai 1862 in Werneck in Unterfranken; † 20. September 1927 in Polling) war ein deutscher Maler. Er gilt als ein Vertreter des Historismus.

## Leben
Friedrich Fehr war der Sohn von Anna Fehr und ihrem Mann, dem Notar Kaspar Fehr. Fehr hatte mehrere Brüder und Schwestern. In Würzburg besuchte er das Realgymnasium und von 1878 bis 1884 studierte er an der Akademie der Bildenden Künste in München. Ein Stipendium der Martin-von-Wagner-Stiftung ermöglichte ihm zwischen 1885 und 1890 einen Studienaufenthalt in Italien.
Nach dem Jahr 1890 ließ sich Friedrich Fehr in München nieder und gründete dort zusammen mit Ludwig Schmid-Reutte und Paul Nauen eine private Malschule, aus der namhafte Künstler wie Emil Nolde, Clara Rilke-Westhoff, Hans Meyer-Kassel und Erich Kuithan hervorgingen. Im Jahr 1897 heiratete Friedrich Fehr die damals 29-jährige Berta Roloff, geb. Steinberg (1868 – 1957) Fehr erhielt 1897 einen Ruf an die Karlsruher Akademie. Von April bis Juli 1899 unterrichtete Friedrich Fehr in der Zeichnen- und Malklasse nach lebendem Modell an der Damenakademie des Münchner Künstlerinnenvereins und folgte im selben Jahr dem Ruf als Professor an der Karlsruher Akademie, wo er die Malklasse bis zu deren Auflösung im Jahr 1923 leitete. Wladimir Lukianowitsch von Zabotin, Wilhelm Hempfing, Margarethe von Reinken und Alexander Kanoldt zählen in seiner Karlsruher Zeit zu seinen Schülern. Von 1904 bis 1919 stand er außerdem der Klasse für Figürliche Malerei an der Karlsruher Malerinnenschule vor.
Nach seinem Eintritt in den Ruhestand zog Fehr mit seiner Familie 1924 nach Polling, wo er bis zu seinem Tod am 20. September 1927 lebte. Friedrich Fehr ist auf dem Friedhof der Stiftskirche Heilig Kreuz in Polling beigesetzt.
Von Hermann Billing und Hermann Binz wurde Friedrich Fehr in dem Brunnen auf dem Karlsruher Stephanplatz verewigt.